# Hiéroglyphe égyptien F49
L'intestin lové en s, en hiéroglyphes égyptiens, est classifié dans la section F « Parties de mammifères » de la liste de Gardiner ; il y est noté F49.

## Représentation
Il représente un intestin lové en s. Il est translittéré ḳȝb ou dbn. 

## Utilisation
| F46 |

| F46 |

| F49 · n | D54 |

| F49 · n | D54 |

| d | b | n · F49 | O39 |

| d | b | n · F49 | O39 |

| F49 · n | N34 |

| F49 · n | N34 |

| F49 · n | N34 |

| F49 · n | N34 |

| q | b | F49 · Y1 |

| q | b | F49 · Y1 |

| q | A | b | F49 |

| q | A | b | F49 |

| q | A | b | F49 |

| q | A | b | F49 |

« méandres (de voie navigable) ».
| M11 |

| M11 |

Il ne doit pas être confondu avec :
| F46 |

| F46 |

| F47 |

| F47 |

| F48 |

| F48 |